# コート・デュ・ブリュロワ
Qコート・デュ・ブリュロワ(Côtes-du-brulhois)は、フランス南西部のアキテーヌ地域圏南東部からミディ＝ピレネー地域圏西部に広がるワイン産地で、1984年にAOVDQSの指定を受けている。
指定産地は、ロット＝エ＝ガロンヌ県の23ヶ村、タルヌ＝エ＝ガロンヌ県の15ヶ村、ジェール県の4ヶ村、併せて42ヶ村の206haが指定され、赤とロゼが生産されており、ブランデーのアルマニャックの産地と重複している。使用されているぶどうは、ボルドー系のカベルネ・ソーヴィニョン、カベルネ・フラン、メルローとミディ＝ピレネー地域圏特有の品種タナで、赤ワインは非常に色が濃く、カオールと並び、黒ワインと呼ばれることがある。カシスやチェリーなどの熟したフルーツの香りに、チョコレートやブルーベリーのアロマがあり、そこそこの渋みがある。ライトからミディアムボディーである。まだAOCになっていないこともあり、やや大味なものも多い。